# Godło Paragwaju
Godło Paragwaju zostało zaprojektowane w 1820 roku, w czasie rządów José Gaspara Rodrígueza de Francii. Posiada awers i rewers.
Godło jest okrągłe. Na awersie, w jego centralnej części umieszczona jest żółta gwiazda pięcioramienna. Gwiazda otoczona jest liściem palmy oraz gałązką oliwną. Nad gwiazdą, na białym okręgu znajduje się hiszpański napis República del Paraguay (pol. Republika Paragwaju).
Po drugiej stronie godła znajduje się złoty lew wraz z czerwoną czapką frygijską na drzewcu, a wokół nich napis Paz y Justicia (pol. Pokój i Sprawiedliwość).
Awers i rewers godła znajdują się również po obu stronach flagi Paragwaju.
Obecny wzór godła obowiązuje od 2013 roku.

## Historyczne wersje godła

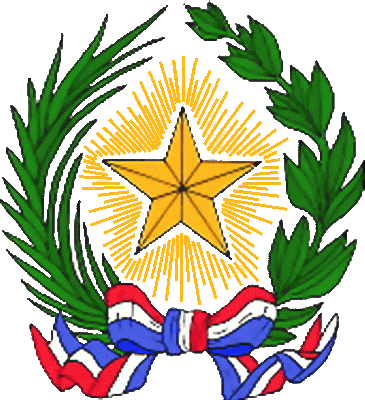
Wczesny wzór godła Paragwaju z XIX wieku.
Godło Paragwaju w latach 1842–1990
Godło Paragwaju w latach 1842–1990 (rewers)
Godło Paragwaju w latach 1990–2013
Godło Paragwaju w latach 1990–2013 (rewers)